# Santiago Xanica
Santiago Xanica es una localidad del estado mexicano de Oaxaca. Es cabecera del municipio de Santiago Xanica.

## Demografía
| Censo | Población |
| ----- | --------- |
| 1900  | 800       |
| 1910  | 981       |
| 1921  | 875       |
| 1930  | 990       |
| 1940  | 1235      |
| 1950  | 1269      |
| 1960  | 1482      |
| 1970  | 1357      |
| 1980  | 873       |
| 1990  | 626       |
| 1995  | 755       |
| 2000  | 706       |
| 2005  | 746       |
| 2010  | 851       |
| 2020  | 832       |